# Тремедзо
Треме́дзо, Тремеццо (итал. Tremezzo) — район города в коммуне Тремедзина в Италии, располагается в регионе Ломбардия, в провинции Комо. До 3 февраля 2014 года - самостоятельная Коммуна. Помимо гостиничной инфраструктуры, здесь находится один из самых знаменитых парков Северной Италии — вилла Карлотта. С Варенной, Лиерной, Менаджио и Белладжио это часть области Центральное озеро Комо.
Население составляет 1310 человек (2008 г.), плотность населения составляет 164 чел./км². Занимает площадь 8 км². Почтовый индекс — 22019. Телефонный код — 0344.
Покровителем коммуны почитается священномученик Лаврентий, диакон, празднование 10 августа.

## Демография
Динамика населения:

## Администрация коммуны
- Официальный сайт: http://www.tremezzo.it/